# 日本映画・テレビ照明協会
協同組合日本映画・テレビ照明協会（にほんえいが・てれびしょうめいきょうかい）は、映画・映像の製作に従事する照明技師および照明部により構成される日本の職能団体、協同組合である。
照明技術の前進と社会的地位ならび生活の向上および会員相互の親睦を図り映像文化の発展に寄与することを目的とします。

## 沿革
- 1959年（昭和34年）、前身の日本映画照明新人協会発足
- 1965年（昭和40年）、日本映画照明技術者協会に改称
- 1968年（昭和43年）、日本映画照明技術者協会編纂による「映画照明」判199頁を刊行
- 1969年（昭和44年）、照明技術賞創設
- 1970年（昭和45年）、この年に行われた技術賞受賞パーティーが現在の「照明まつり」に発展したものである
- 1972年（昭和47年）、機関紙「映画照明」第1号を発行 (年2回) 20号より「映像照明」と改題
- 1973年（昭和48年）、「スポット」創刊号を発行。タブロイド版2ページ (年6回) 会員への案内・連絡誌として発行
- 1997年（平成09年）、協同組合化
- 2001年（平成13年）、定期総会において協会の名称「日本映画照明協会」を「日本映画テレビ照明協会」に改称する議案が承認され 「協同組合　日本映画・テレビ照明協会」と併記、運用されることとなる。
- 2019年（平成31年）、日本映画テレビ照明協会設立60周年
- 2022年（令和4年）、　機関紙「映画照明」から始まった「映像照明」（現在）100号を発行

## 協会活動
```
昨今の労働者保護に関する法令などの改正や改訂に伴い、必要とされている講習や特別教育を積極的に推進しています。（特別教育は不定期開催）
```

- 電源セミナー（日本照明家協会と共催、三穂電機株式会社の協力により開催）
- 足場組立等特別教育（全国舞台テレビ照明事業協同組合の後援により開催）
- 墜落制止用器具特別教育（全国舞台テレビ照明事業協同組合の後援により開催）
- テールゲートリフター特別教育（全国舞台テレビ照明事業協同組合の後援、株式会社アーク・システムの協力により開催）
- 九州放送機器展2025にて照明ワークショップを開催（日本映画テレビ照明協会九州支部、株式会社アンドフィルムスタジオの協力により開催）

全国舞台テレビ照明事業協同組合
株式会社アーク・システム
株式会社 黒澤フィルムスタジオ
日本照明家協会
三穂電機株式会社
株式会社アンドフィルムスタジオ
```
特別教育は、全国舞台テレビ照明事業協同組合の後援、株式会社アーク・システム、株式会社黒澤フィルムスタジオなどの協力により開催（過去の実績を含む）
```

```
最新情報などは、公式Facebook、Instagramで公開されます。
```

## 特別教育開催記録（２０２５年９月以降）
- テールゲートリフター特別教育（全国舞台テレビ照明事業協同組合、日本実演家団体協議会の後援、株式会社アーク・システムの協力により2025年９月２9日芸能花伝舎にて開催）

## 歴代会長
| 就任年          | 氏名        |
| --------------- | ----------- |
| 昭和34年 (1959) | 中島 康夫   |
| 昭和41年 (1966) | 高松 宣明   |
| 昭和42年 (1967) | 蓮本 正俊   |
| 昭和43年 (1968) | 森 弘充     |
| 昭和44年 (1969) | 藤林 甲     |
| 昭和45年 (1970) | 伊藤幸夫    |
| 昭和51年 (1976) | 藤林 甲     |
| 昭和52年 (1977) | 山口 虎男   |
| 昭和53年 (1978) | 石井 長四郎 |
| 昭和55年 (1980) | 平田 光治   |
| 昭和61年 (1986) | 下村 一夫   |
| 平成12年 (2000) | 熊谷 秀夫   |
| 平成20年 (2008) | 佐野 武治   |
| 平成23年 (2011) | 望月 英樹   |
| 現職            | 長田 達也   |

## 顧問
渡邊 恒一